# Jublains
Jublains, früher Jubleins, ist eine französische Gemeinde mit  756 Einwohnern (Stand 1. Januar 2022) im Département Mayenne in der Region Pays de la Loire. Sie gehört zum Arrondissement Mayenne.

## Geschichte
Jublains ist das alte Noviodunum (auch Noeodunum oder Noiodunum; griechisch Νοιόδουνον), der Hauptort des gallischen Keltenstammes der Diablinten. Nach der römischen Eroberung und Besiedlung wurde es Civitas Diablintum genannt. Ein Museum und Ausgrabungen rund um das römische Theater dokumentieren die antike Geschichte des Ortes.
In einem Dokument aus dem Mittelalter, auf das der Geograph Jean-Baptiste Bourguignon d’Anville verwies, tauchte erstmals der Name Jublent auf, das später zu Jubleins verändert wurde. Eine römische Straßenkarte nennt einen Hauptort Nudionnum zwischen Araegenus (Vieux im Département Calvados) und Subdinnum (Le Mans), vermutlich ist damit Noeodunum gemeint.
Jublains zählt zu den Pays d’art et d’histoire Coëvrons-Mayenne, gemeinsam mit Mayenne, Évron, Sainte-Suzanne und Saulges.

### Bevölkerungsentwicklung
| Jahr      | 1968 | 1975 | 1982 | 1990 | 1999 | 2010 | 2019 |
| Einwohner | 918  | 761  | 731  | 718  | 699  | 682  | 750  |

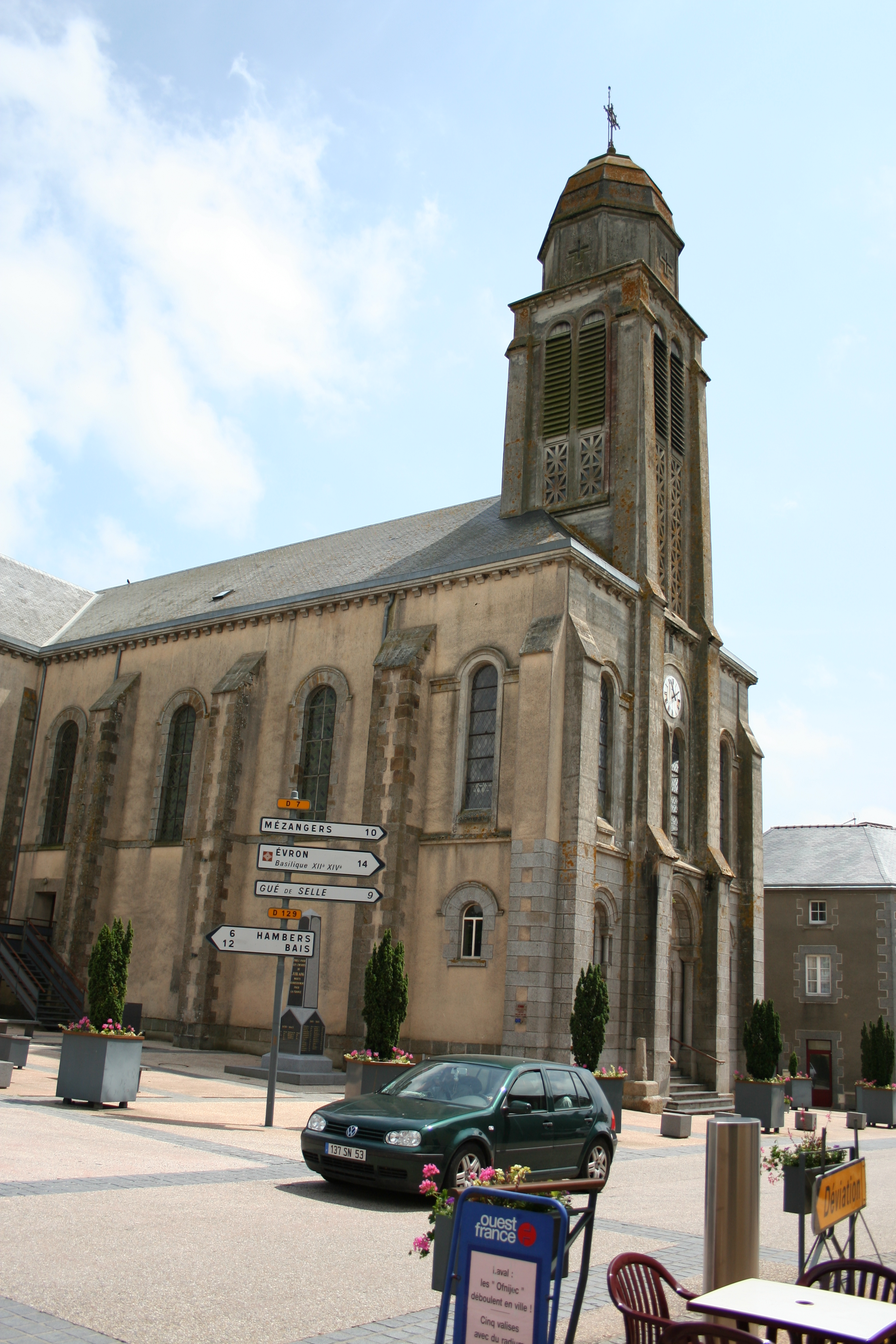
Kirche Saint-Gervais et Saint-Protais
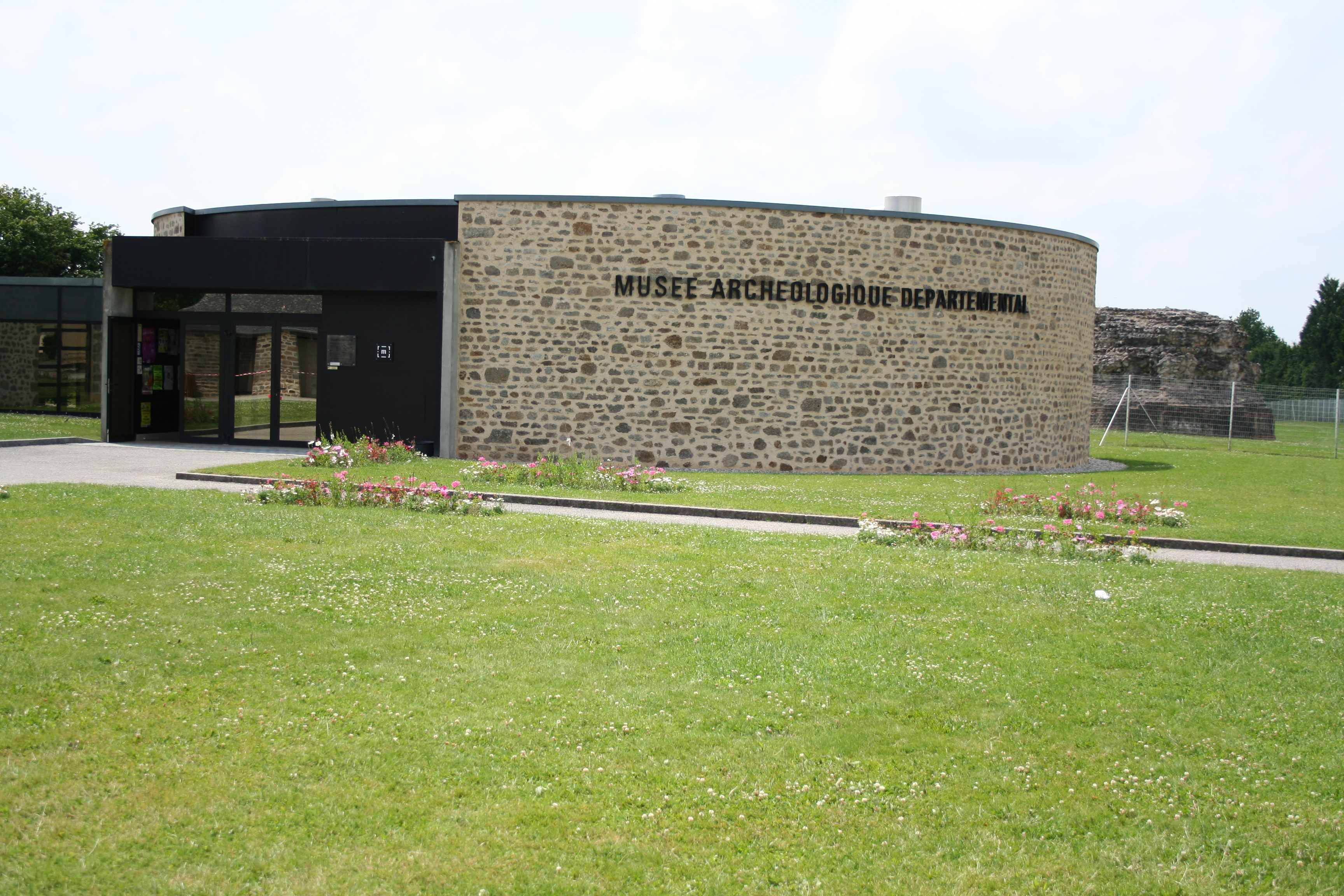
Museum
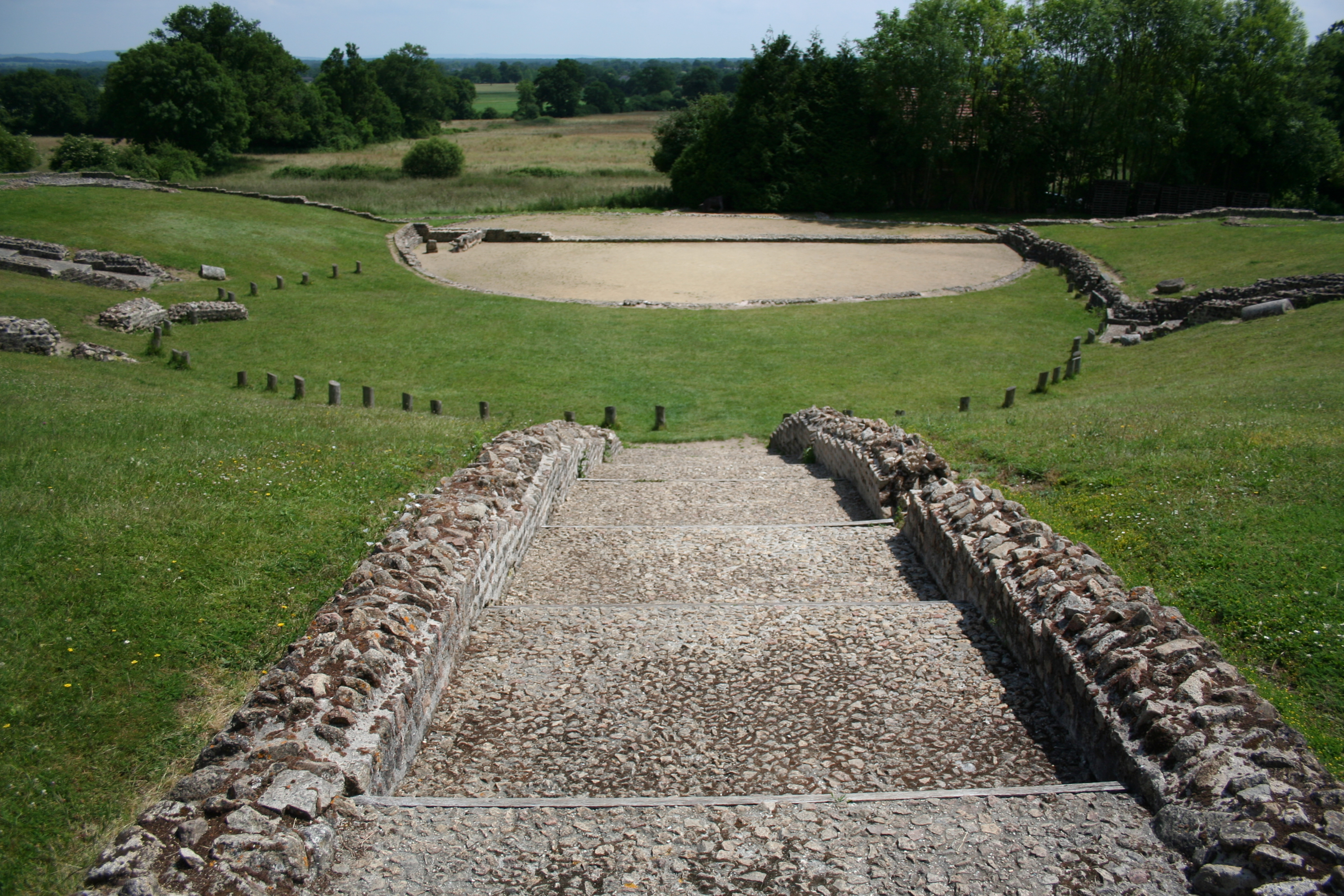
Römisches Theater